# Bye Bye Baby
«Bye Bye Baby» (Прощай, детка) — песня с альбома Мадонны  «Erotica», выпущенная в Австралии, Германии и Японии отдельным синглом, и ставшая, таким образом, последним синглом с альбома. Выпуск сингла совпал с проходившими в рамках турне «The Girlie Show World Tour», концертами в Австралии.
Фотография для обложки сингла «Bye Bye Baby» была сделана знаменитым фотографом Хербом Ритцом.

## Позиция в чартах
| Год  | Запись         | Чарт      | Позиция |
| ---- | -------------- | --------- | ------- |
| 1993 | "Bye Bye Baby" | Австралия | #15     |
| 1993 | "Bye Bye Baby" | Япония    | #15     |

## 5" сингл на компакт-диске, выпущенный в Германии/Австралии
Bye Bye Baby
1. Album Version
2. N.Y. Hip Hop Mix
3. California Hip Hop Jazzy
4. Madonna's Night On The Club
5. Rick Does Madonna's Dub
6. House Mix
7. Madonna Gets Hardcore

## 3" сингл на компакт-диске, выпущенный в Японии
Bye Bye Baby
1. Bye Bye Baby (Album Version)
2. Rain (Radio Remix)